# Robinsonia sabata
Robinsonia sabata là một loài bướm đêm thuộc phân họ Arctiinae, họ Erebidae.